# Claiton Fontoura dos Santos
Claiton Fontoura dos Santos (født 25. januar 1978) er en brasiliansk fodboldspiller.